# (1556) Wingolfia
(1556) Wingolfia est un astéroïde de la ceinture principale extérieure découvert le 14 janvier 1942 par l'astronome allemand Karl Wilhelm Reinmuth. Le lieu de découverte est Heidelberg (024). Sa désignation provisoire était 1942 AA.
Sa distance minimale d'intersection de l'orbite terrestre est de 2,102300 ua.